# Cliffortia nivenioides
Cliffortia nivenioides är en rosväxtart som beskrevs av A.C. Fellingham. Cliffortia nivenioides ingår i släktet Cliffortia och familjen rosväxter. Inga underarter finns listade i Catalogue of Life.